# اکتشاف اورانوس

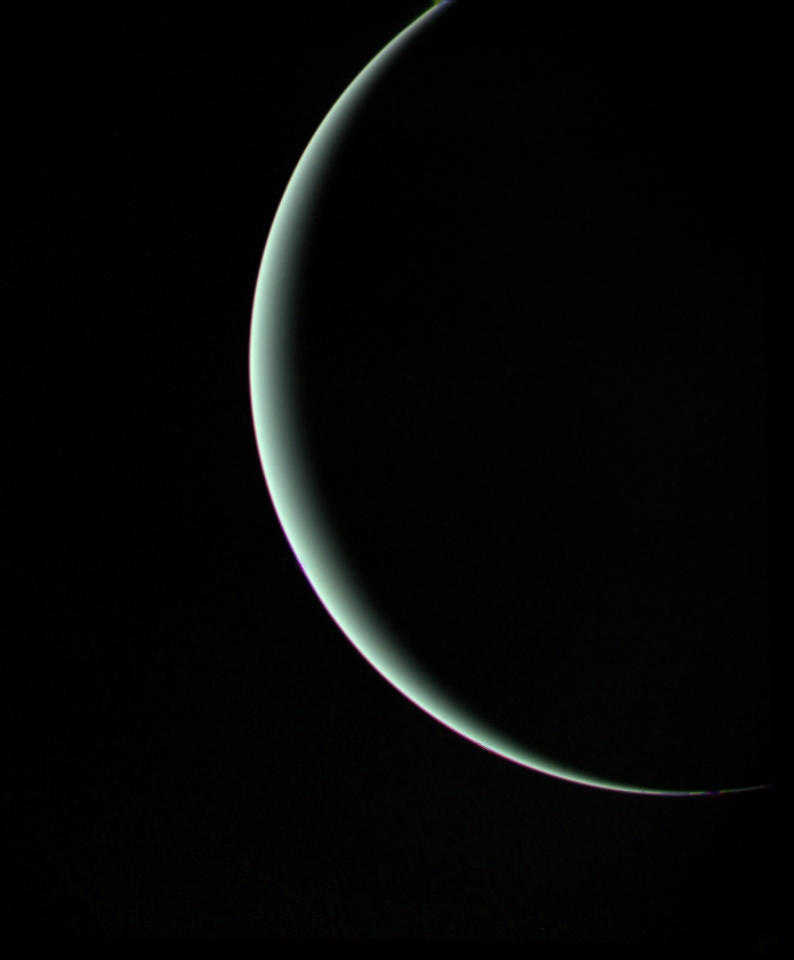
عکس رنگی از اورانوس که توسط وویجر ۲ در سال ۱۹۸۶ هنگام حرکت به سمت سیاره نپتون گرفته شده‌است.

اکتشاف اورانوس تا به امروز توسط تلسکوپ و کاوشگر ناسا یعنی وویجر ۲ انجام شده‌است. این کاوشگر در ۲۴ ژانویه ۱۹۸۶ نزدیکترین فاصله خود را به اورانوس انجام داد. وویجر ۲ در اورانوس ۱۰ قمر اورانوس را کشف کرد، همچنین جو سرد این سیاره را مورد مطالعه قرار داده و سیستم حلقه‌های آن را بررسی و دو حلقه جدید کشف کرد. همچنین از پنج قمر بزرگ اورانوس تصویربرداری کرد و نشان داد که سطح آنها از دهانه‌های برخوردی و دره‌ها پوشیده شده‌است.
تاکنون تعدادی مأموریت اکتشافی مختص به اورانوس پیشنهاد شده اما تا تاریخ ۲۰۲۲ هیچ‌کدام از آن‌ها تأیید نشده‌اند.

## ماموریت‌های پیشنهادی
| مفاهیم مأموریت به اورانوس     | آژانس/کشور | گونه                              |
| ----------------------------- | ---------- | --------------------------------- |
| میوز (MUSE)                   | ESA        | مدارگرد و کاوشگر اتمسفری          |
| اوسیانوس (Oceanus)            | NASA/JPL   | مدارگرد                           |
| اودینوس (ODINUS)              | ESA        | مدارگردهای دوقلوی اورانوس و نپتون |
| مدارگرد و کاوشگر اورانوس ناسا | ناسا       | مدارگرد و کاوشگر اتمسفری          |
| رهیاب اورانوس                 | انگلستان   | مدارگرد                           |
| Tianwen-4                     | CNSA       | کاوشگر پرواز کناری                |